# Puente Simone Veil
El puente Simone Veil es un proyecto de puente de vigas que cruza el Garona entre las ciudades de Burdeos y de Bègles en la orilla izquierda, y Floriac en la orilla derecha (que forman parte del área metropolitana de Burdeos, parte contratista de la obra).

## Presentación
La denominación provisional Jean-Jacques-Bosc, está dada según el bulevar del mismo nombre que se incorpora por el margen izquierdo del Garona. El 10 de julio de 2017, Alain Juppé, alcalde de Burdeos y presidente del área metropolitana de Burdeos, anunció que el puente llevaría el nombre de Simone Veil (fallecida el 30 de junio de 2017) de acuerdo con su familia.
La autoridad contratante del puente es el Área metropolitana de Burdeos.

### Arquitectura
En diciembre de 2013, el ganador del concurso arquitectónico fue la agencia neerlandesa OMA (Office for Metropolitan Architecture, es decir « estudio de arquitectura metropolitana ») de Rem Koolhaas (premio Pritzker en 2000). El proyecto fue diseñado por el arquitecto Clément Blanchet, director de OMA Francia en aquel momento. El equipo de diseño integra también los estudios WSP FINLAND y Egis, el paisajista Michel Desvigne y la agencia de iluminación Lumières Studio.
El puente incluye un espacio público para acoger diversas manifestaciones, además de la conexión entre ambos márgenes del Garona.

### Descripción
Las medidas previstas son: una longitud de 549 metros y una anchura de 44 metros. Incorpora una zona peatonal de 18 metros de ancho, un carril bici bidireccional de 3 metros de ancho, 2 x 2 carriles para coches y dos vías reservadas para el transporte colectivo. Cada orilla tendrá dos parques con arboleda. Permitirá enlazar los bulevares de Burdeos. Tiene 110 pilares hundidos a 20 metros de profundidad para sujetar los diez apoyos del puente y 6000 toneladas de acero que soportan la estructura.

### Financiación
El presupuesto global de la operación, conexiones incluidas, es de 121 millones de euros con 110 millones de euros para los trabajos y 11 millones de remuneración para el equipo de gestión del proyecto (arquitecto, oficina de diseño, paisajista...) . La oferta de compra para la construcción de la obra anunciada para comienzos de julio de 2017 se elevó a 83 millones de euros.

### Construcción
La construcción estaba prevista inicialmente entre 2017 y 2020, pero las obras se interrumpieron en la primavera de 2018 a causa de unas divergencias de orden técnico y jurídico entre el propietario y la empresa constructora (Grupo Fayat). Con la parada de las obras, la entrega prevista se ha demorado hasta 2023.
El desacuerdo se originó por un suplemento de la protección de los pilares valorado en 18 millones de euros adicionales. Una situación similar se produjo en la construcción del Museo de las Confluencias en Lyon, donde la misma filial del Grupo Fayat se retiró de la obra de común acuerdo, ocasionando retraso e indemnización.
En diciembre de 2018 se llegó a un acuerdo entre el presidente del área metropolitana de Burdeos Alain Juppé y el contratista Laurent Fayat. Según este acuerdo las obras se reanudarán en la primavera de 2020 y la puesta en servicio se realizará a comienzos del año 2023.